# 7万人探偵ニトベ
『7万人探偵ニトベ』（ななまんにんたんていニトベ）は、BS朝日にて2009年4月23日から6月25日まで、木曜日23:00 - 23:30（JST）にて放送された連続テレビドラマ。BS朝日と共同テレビジョンの共同制作。忽那汐里は今作が初の連続ドラマ主演となる。

## キャスト
新渡戸つぐみ〈18〉
演 - 忽那汐里
本作の主人公で女子大生。リアルでの友人は少なく、合コンなどに誘われても断っている。中学生や小学生と間違われている。本人は「新渡戸」という名前は気に行っていないらしい。
趣味
携帯電話で写真を撮影して、自身のブログ「オクトパスBLOG」に投稿するのが趣味。ハンドルネームは「オクトパス」。投稿センスは秀逸であるが、コメントはかなり辛辣。新渡戸のブログには、7万人以上のファンが付いており、その数は増え続けている。
常に携帯電話を弄っており、何台もの携帯電話を所持して使いこなしている。撮影するときの効果音は「えいっ！」、コメントが入った場合には「来たよー」の効果音が鳴る。携帯電話には、大きなタコのぬいぐるみ「オクトパス」が付いている。
7万人探偵
毎週のように、殺人事件の第一発見者になって巻き込まれては、推理をして事件を解決している。事件の現場写真や容疑者達の写真を撮影して、コメントを付けて投稿することで、7万人のユーザー達とコメントしてもらい難事件を解決していくが、本人はその凄さにまったく気付いていない。7万人のユーザー達は至るところに存在しており、ネット上だけでなくリアルでも、事件解決のために7万人のユーザー達が協力している。
アルバイト
渋谷109付近のファッションショップで、アルバイトをしている。バイト中にも携帯電話を弄っており、お客を撮影してコメントを付けている。
宗像次郎〈46〉
演 - 六角精児
中年刑事。生理的に受け付けない(SU)な中年。90cm以内の距離だと、かなり体臭が匂うらしい。
第1話では既婚で娘がいるとされるが、第2話では嫁と娘に逃げられている。娘の名前と同じ名前の、猫の「さちえ」を飼っている。
白鳥淳之介〈27〉
演 - 田中幸太朗
青年刑事。
中里由利〈30〉
演 - 酒井若菜
つぐみがバイトしている店長。仕事中にも、携帯電話を弄っているつぐみの携帯電話を没収している。

## 放送リスト
| 各話          | 放送日  | サブタイトル         | 脚本                | 演出     | ゲスト |
| ------------- | ------- | -------------------- | ------------------- | -------- | --- |
| episode 1     | 4月23日 | 7万人で犯人逮捕!     | 森ハヤシ            | 後藤庸介 | 平田敦子、岩崎う大、久保貫太郎、 山本真由美、矢部裕貴子、竹内友哉                                                    |
| episode 2     | 5月01日 | 魔性キャバ嬢の嘘     | 葛木英              | 後藤庸介 | 手島優、村田洋二郎、村田雅和、 大門賢二、小野貴紀                                                                    |
| episode 3     | 5月08日 | ダンディ坂野殺人事件 | 早野円              | 北川学   | ダンディ坂野、野口かおる、窪寺昭、 安藤なつ、立本恭子、岸学（どきどきキャンプ）                                      |
| episode 4     | 5月15日 | 悲恋伝説の村殺人事件 | 西田大輔            | 北川学   | 小野真弓、山本亨、川島潤哉、別府あゆみ、 水間貴弘、庄司正樹、広瀬満                                                  |
| episode 5     | 5月21日 | 強敵8万人探偵と対決  | 森ハヤシ            | 後藤庸介 | 大友みなみ、佐久間祐人、原田琢磨、 花形綾沙、岩川幸司、松田実里                                                      |
| episode 6     | 5月28日 | 人殺しはメイド姿で!? | 早野円              | 北川学   | 秦みずほ、吉本菜穂子、西慶子、ノゾエ征爾、 杉井邦彦、東條織江、高野和也、宇都宮晃良                                  |
| episode 7     | 6月04日 | 殺されたトップスター | 杉田鮎味            | 後藤庸介 | 紫吹淳、柿丸美智恵、華城季帆、松永京子、 幸田尚子、八木静里菜、長江昭信、 戯武尊、本間智恵（テレビ朝日アナウンサー） |
| episode 8     | 6月11日 | 偽装された死の伝言!  | 山岡潤平            | 北川学   | 前川泰之、草野徹、上山克彦                                                                                           |
| episode 9     | 6月18日 | 美女モデルとPの秘密  | 山岡潤平 麦茉祐美子 | 北川学   | 蒲生麻由、鬼頭真也、本井博之、 高橋麻理、佐藤智幸                                                                    |
| episode Final | 6月25日 | つぐみ絶体絶命!      | 森ハヤシ            | 後藤庸介 | 高橋ひとみ、岡森諦、塩屋准、徳永淳                                                                                   |

## 放送局
| 放送地域   | 放送局       | 系列           | 放送期間                       | 放送日時           | 備考   |
| ---------- | ------------ | -------------- | ------------------------------ | ------------------ | ------ |
| 日本全域   | BS朝日       | BS放送         | 2009年4月23日 - 6月25日        | 木曜 23:00 - 23:30 | 制作局 |
| 関東広域圏 | テレビ朝日   | テレビ朝日系列 | 2009年12月10日 - 2010年2月18日 | 木曜 27:10 - 27:40 |        |
| 石川県     | 北陸朝日放送 | テレビ朝日系列 | 2010年1月25日 - 2010年3月29日  | 月曜 25:20 - 25:50 |        |

## 主題歌
- マリア 「Getaway」 （ユニバーサルミュージック）

## スタッフ
- 脚本 - 森ハヤシ、葛木英、早野円、西田大輔、杉田鮎味、山岡潤平、麦茉祐美子
- 演出 - 後藤庸介、北川学
- 音楽 - 村田昌己
- プロデューサー - 川島保男（BS朝日）、後藤勝利（共同テレビジョン）
- 企画協力 - 古賀誠一（オスカープロモーション）
- 協力 - バスク、フジアール、ベイシス
- 制作 - BS朝日、共同テレビジョン